# Панченко Сергій Володимирович
Сергій Володимирович Панченко (1 липня 1966 р., смт. Зідьки Зміївського району Харківської області) — ректор Українського державного університету залізничного транспорту, доктор технічних наук, професор, український науковець.

## Біографія
У 1990 році закінчив Харківський інститут інженерів залізничного транспорту, спеціальність «Автоматика, телемеханіка і зв'язок на залізничному транспорті».
Має науковий ступінь доктора технічних наук за спеціальністю 05.22.20 — «Експлуатація та ремонт засобів транспорту», вчене звання професора за кафедрою «Автоматики та комп'ютерного телекерування рухом поїздів».
Доктор технічних наук з 2010 року, професор з 2012 року.
Член-кореспондент Транспортної Академії України з 2005 року. Дійсний член Транспортної Академії України, з 2007 року.
Автор 87 наукових і навчально-методичних праць. Має 6 патентів України та 3 авторських свідоцтва. Коло наукових інтересів — автоматизація технологічних процесів на залізничному транспорті. Читає лекції та проводить заняття з дисципліни: «Виробничі процеси та обладнання об'єктів автоматизації».
З 22 квітня 2014 року, згідно з наказом Міністерства освіти і науки України № 162/к, обіймає посаду ректора Українського державного університету залізничного транспорту.

## Особисті відомості
Мешкає в Харкові. Одружений.